# 卡拉帕塔
卡拉帕塔（Kala Patthar或Kalapatthar），意為「黑石頭」，是一座位於 尼泊爾薩加瑪塔國家公園、普莫里峰南麓、聖母峰基地營附近，高5550公尺的岩石山丘。因地形使然，從尼泊爾的聖母峰基地營無法直接看見聖母峰，而地勢稍高的卡拉帕塔則是鄰近地區之中眺望聖母峰的最佳地點，因此每年登山季時都吸引了許多來此健行的遊客。

自卡拉帕塔之頂眺望坤布冰河、章子峰、聖母峰與努子峰。

## 資料來源
1. 1 2  Nepa Maps (Pvt.Ldt. ), NE517: Everest Base Camp & Gokyo, Kathmandu, Nepal, 2013

28°00′N 86°50′E / 28°N 86.83°E